# Comuna Obitocine, Cernihivka
Obitocine (în ucraineană Обіточне) este o comună în raionul Cernihivka, regiunea Zaporijjea, Ucraina, formată din satele Obitocine (reședința) și Saltîcia.

## Demografie
Componența lingvistică a comunei Obitocine
     Ucraineană (95,69%)
     Rusă (3,94%)
     Alte limbi (0,29%)
Conform recensământului din 2001, majoritatea populației comunei Obitocine era vorbitoare de ucraineană (95,69%), existând în minoritate și vorbitori de rusă (3,94%).